# 法行寺塔
34°9′55.59″N 112°50′39.21″E / 34.1654417°N 112.8442250°E
法行寺塔，位于中华人民共和国河南省汝州市内东北隅的塔寺街，原法行寺旧址上。该塔于1963年被列为第一批河南省文物保护单位，2006年被列为第六批全国重点文物保护单位。

## 简介
法行寺塔塔体为砖筑，底层平面呈方形，上为九层八角形叠涩密檐，塔顶部在砖刹座上立有宝珠形铜刹，上铸有“顺治十年十月七日立”铭文，通高约30米。塔身南壁辟有半圆拱券门，门内设方形塔心室，可达第二层。方形塔身虽经多次维修，外观仍保留唐朝初建时的风格，但从塔上部出檐不深及叠涩砖层弧度较小的特征看，应为宋朝时改建。第八、九层及塔刹则为清朝初年重修。